# Batalha de al-Harrah
A Batalha de Harrá (em árabe: يوم الحرة, translit. Yawm al-Ḥarra, lit. 'Dia de al-Harra') foi travada entre o exército sírio do califa omíada Iázide I (r. 680–683) liderado por Muslim ibne Uqueba e os defensores de Medina das facções Ançar e Muhajirun, que se rebelaram contra o califa. A batalha ocorreu no campo de lava de Harrate Uacim na periferia nordeste de Medina em 26 de agosto de 683 e durou menos de um dia.
As facções de elite de Medina desaprovavam a sucessão hereditária de Iázide (sem precedentes na história islâmica até aquele momento), ressentiam-se do estilo de vida ímpio do califa e irritavam-se com os atos e políticas econômicas omíadas. Depois de declarar sua rebelião, eles sitiaram o clã Omíada residente em Medina e cavaram uma trincheira defensiva ao redor da cidade. A força expedicionária enviada por Iázide e os omíadas locais, que já haviam sido libertados do cerco, acamparam em Harrate Uacim, onde os rebeldes os confrontaram. Apesar de uma vantagem inicial, os medinenses foram derrotados devido à deserção de uma de suas facções, os Banu Harita, o que permitiu que os cavaleiros omíadas liderados por Maruane ibne Aláqueme os atacassem pela retaguarda.
Posteriormente, o exército saqueou Medina por três dias, embora os relatos da pilhagem variem consideravelmente. O exército sírio começou a sitiar o líder rebelde Abedalá ibne Zobair em Meca, embora ibne Uqueba tenha morrido no caminho. Em contraste com o apelo de ibne Zobair por uma xura para decidir o califado e seu sucesso em resistir aos omíadas, os rebeldes em Medina careciam de um programa político e experiência militar. As fontes islâmicas tradicionais listam a Batalha de Harrá e suas consequências como um dos 'grandes crimes' dos omíadas e difamam ibne Uqueba por seu papel na pilhagem de Medina.